# Evelyn De Morgan
Evelyn De Morgan, rozená Mary Evelyn Pickering, (30. srpna 1855 Londýn – 2. května 1919 Londýn) byla anglická malířka, jejíž díla značně ovlivnil styl Prerafaelitů. Její obrazy zobrazovaly mytické či biblické bytosti, ale také postavení žen ve společnosti. Ve svých malbách si hrála se světlem a tmou, přičemž tma většinou měla znamenat smrt. Její bohatě barevná plátna s nádherně zahalenými postavami přinášejí poselství feminismu, spirituality a odmítání války i materiálního bohatství.

## Život

Obraz zvaný Night and Sleep (Noc a spánek)

Evelyn se narodila jako Mary Evelyn Pickering do rodičů z vyšší střední třídy. Její otec, Percival Pickering, byl zapisovatel a její matka, Anna Maria Wilhelmina Spencer Stanhope měla šlechtické předky. Byla sestrou malíře Johna Roddama Spencera Stanhopea. 
Byla vzdělávána doma se svými bratry a získala vědomosti, které pro dívky v té době nebyly běžné. Učila se latinu, řečtinu, francouzštinu, němčinu a italštinu, stejně jako klasickou literaturu, mytologii a přírodní vědy. Důležitou úlohu v rodinné výchově hrálo i náboženství. V letech dospívání psala poezii a od patnácti let se začala věnovat kreslení. Na své sedmnácté narozeniny si do deníku poznamenala: "Umění je věčné, ale život je krátký ...". V té době také přesvědčila své rodiče, aby jí dovolili stát se malířkou. Otec podporoval její umělecké ambice, platil jí soukromého učitele kreslení, financoval její cesty do Francie a Itálie, kde mohla studovat díla starých mistrů. V roce 1872 strávila několik měsíců na Národní škole škole výtvarného umění v Jižním Kensingtonu, která však nesplňovala její představy o úloze žen v umění. Roku 1873 se nechala zapsat na nově vzniklou Sladovu školu výtvarného umění (Slade School of Art). Stala se jednou z prvních žen, kterým se to podařilo. Ve škole se zcela vyrovnala svým mužským kolegům a získala ocenění za své kresby podle živých modelů spojené s udělením stipendia. V té době začala místo Mary používat své druhé křestní jméno Evelyn, které bylo stejné pro muže i ženy, aby její dílo bylo posuzováno nezaujatě, bez ohledu na gendrové stereotypy.
Byla žákyní svého strýce z matčiny strany, Johna Roddama Spencera Stanhopera, který měl na její styl velký vliv. Od roku 1875 jej Evelyn často navštěvovala ve Florencii, Tam měla možnost prohlédnout si renesanční díla velkých umělců a nejvíce si zamilovala Sandra Botticelliho. Prvním obrazem, který Evelyn De Morgan vystavila, byla Svatá Kateřina Alexandrijská (1875) v Dudley Gallery v Londýně v roce 1876. O rok později byl v londýnské galerii Grosvenor vystaven obraz Ariadne na Naxu (1877).
V roce 1887 se provdala za keramika Williama De Morgana a společně s ním pak žila až do konce života v Londýně. Jejich manželství bylo bezdětné. Manželé se zpočátku museli spoléhat na příjem z prodeje Evelyniných obrazů, protože manželovo podnikání v keramice nebylo úspěšné. V roce 1907 William De Morgan dosáhl velkého komerčního úspěchu, když se prosadil jako autor literárních bestsellerů. Pro Evelynu to znamenalo, že její tvorba se mohla osvobodit a nadále být méně závislá na vkusu a požadavcích objednavatelů.
V roce 1889 podepsala Deklaraci ve prospěch volebního práva žen. Evelyn byla pacifistka a v mnoha svých dílech vyjadřovala zděšení nad první světovou válkou a búrskými válkami. Prodejem svých obrazů podporovala Červený kříž. 
Její manžel zemřel přirozenou smrtí roku 1917 a ona ho o dva roky později následovala. Je pohřbena na Brookwoodském hřbitově poblíž Wokingu v Surrey.

## Dílo
Během studia na Sladově akademii se věnovala především kresbě a v kreslení figurálních studií pokračovala každý den po zbytek svého života. Kreslila hlavně na šedý tkaný papír tužkou a pastelem a vytvořila stovky studií nahých i oblečených postav s detailně provedenými obličeji a dokonalou kompozicí. Zvláštní místo zaujímají díla provedená ve zlatě na tmavě šedém tkaném papíře. 
Rané olejomalby Evelyn De Morganové byly vytvořeny v estetickém stylu a je na nich patrný její obdiv k italskému renesančnímu malíři Botticellimu. Na obrazech Svatá Kateřina Alexandrijská (1875) nebo Ariadne na Naxu (1877) dominuje sytě barevná a především výrazná postava. Od počátku osmdesátých let se důležitým tématem její tvorby stala láska, kterou vyjádřila ve svých prvních alegorických obrazech, např. Odcházení lásky (Love’s passing, 1883 – 4). Později se do nich promítal její zájem o spiritualismus, lidskou duši, křesťanské hodnoty a mytologická témata. V devádesátých letech vytvořila sérii obrazů, které vyjadřují její duchovní ideály a ilustrují cestu duše k osvícení: Zahrada příležitostí (1892), Flora (1894), Helena Trojská (1898) a další ženské mytologické postavy. Její zájem o symbolistickou malbu se prohloubil po roce 1907, kdy se také její barevná paleta posunula od realistické a expresivní k čistě symbolické. Zásadním dílem v jejím symbolistickém stylu je obraz Dcery mlhy (Daughters of the Mist). 
Pozdější práce reflektují válečné konflikty. Hrůzy Velké války a Búrské války vyjádřila na více než patnácti obrazech, např. SOS (1914).

## Galerie

Helena Trojská
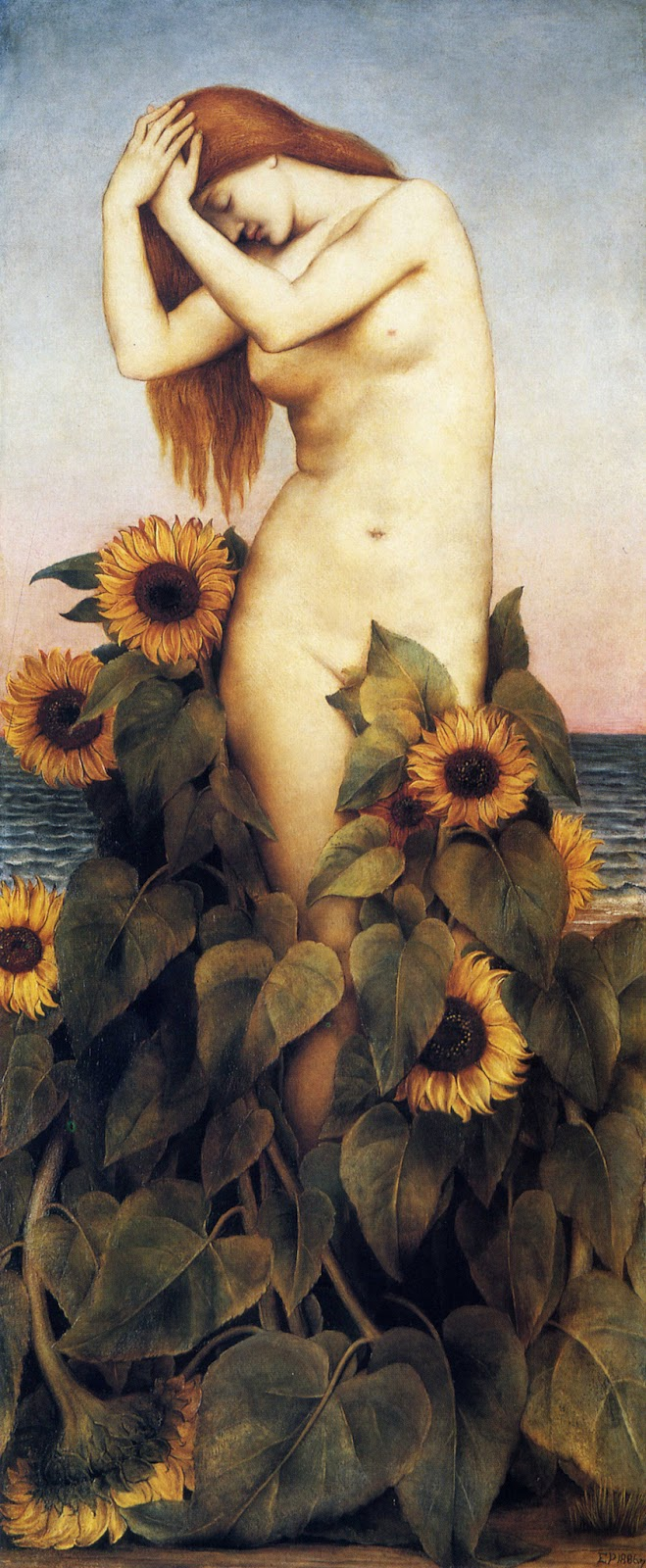
Clytie
Flóra
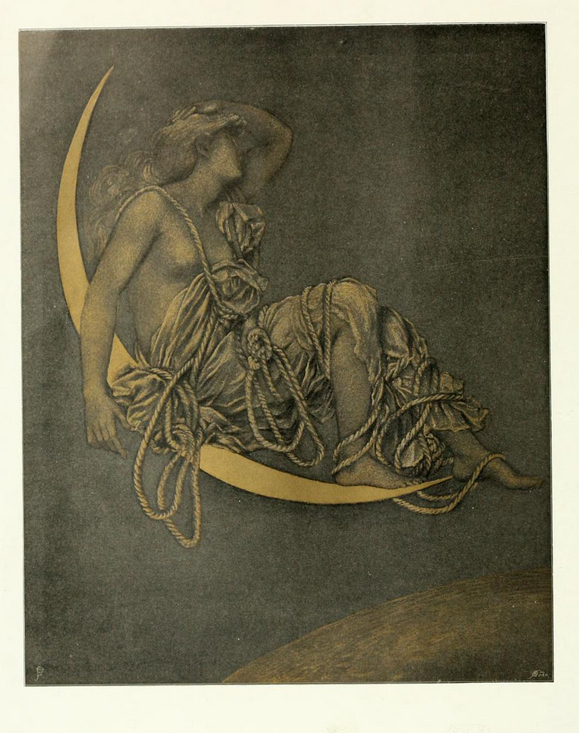
Měsíc (kolorovaná kresba)
Anděl smrti (1881)
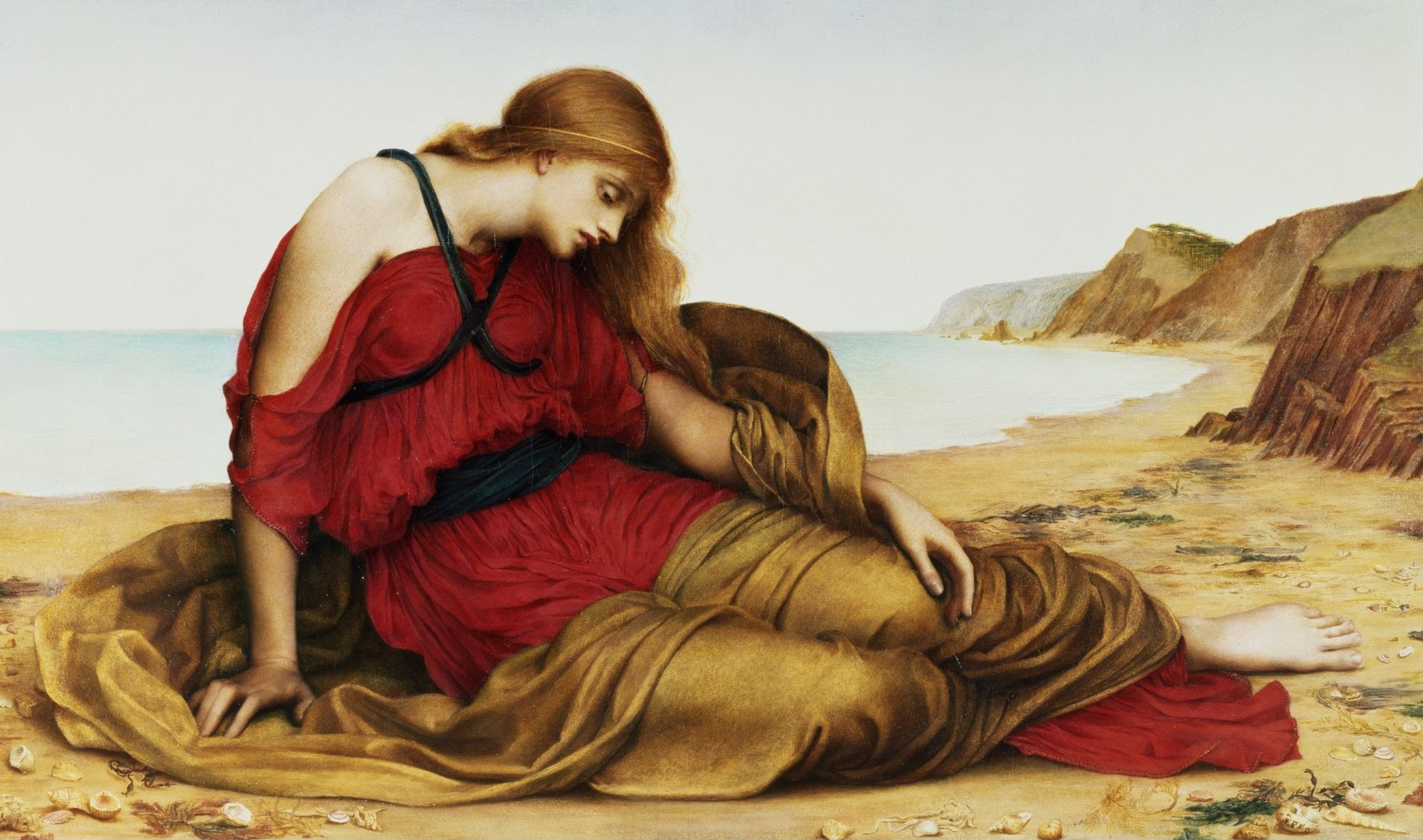
Araidne na Naxu (1877)
Nápoj lásky (1903)
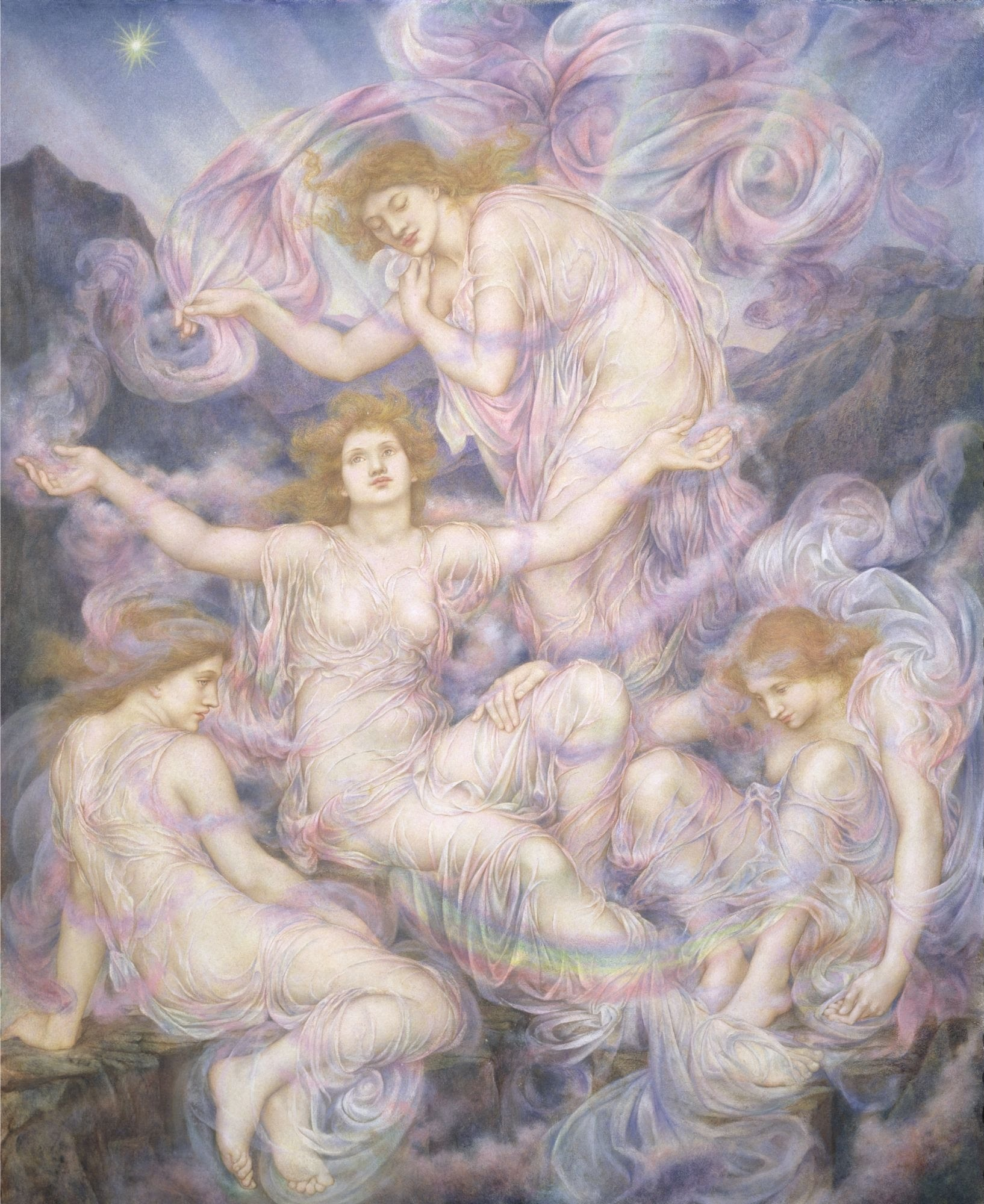
Dcery mlhy (1910)